# Rinat Fayzrakhmanovich Dasayev
Bản mẫu:Eastern Slavic name
Rinat Fayzrakhmanovich Dasayev (tiếng Nga: Ринат Файзрахманович Дасаев) (sinh 13 tháng 6 năm 1957 tại Astrakhan, Liên Xô) là một cựu thủ môn bóng đá Nga người dân tộc Tatar, từng tham dự 3 World Cup với đội tuyển Liên Xô. Ông được đánh giá là thủ môn xuất sắc thứ hai trong lịch sử bóng đá Liên Xô, chỉ sau Lev Yashin, và là một trong những thủ môn xuất sắc nhất thế giới trong thập niên 1980. Ông được tổ chức IFFHS bình chọn là Thủ môn xuất sắc nhất thế giới năm 1988. Năm 2004, Dasayev là cầu thủ Nga duy nhất được Pelé đưa vào danh sách 125 cầu thủ còn sống xuất sắc nhất.
Dasayev, với biệt danh Lá chắn thép, là thủ môn của câu lạc bộ Nga Spartak Moskva gần như toàn bộ thập niên 1980. Ông giành được chức vô địch Liên Xô 5 lần và 6 lần được tạp chí Ogonyok (Огонëк) bình chọn là Thủ môn xuất sắc nhất Liên Xô vào các năm 1980, 1982, 1983, 1985, 1987, 1988. Dasayev bắt đầu khoác áo đội tuyển Liên Xô tại các giải đấu lớn từ Thế vận hội Mùa hè 1980, giành được huy chương đồng. Ông tham gia 3 World Cup liên tiếp: 1982, 1986 và 1990, cùng với Euro 88 (giải này Liên Xô xếp thứ nhì). Tổng cộng, Dasayev khoác áo đội tuyển Liên Xô 91 trận từ 1979 tới 1990, là cầu thủ có số lần khoác áo nhiều thứ hai của Liên Xô.
Sau khi kết thúc hợp đồng với câu lạc bộ Tây Ban Nha Sevilla vào đầu thập niên 1990, Dasayev tuyên bố giải nghệ.
Dasayev có 2 năm làm trợ lý huấn luyện viên tại đội tuyển Nga từ 2003 đến 2005. Từ năm 2007, ông là trợ lý huấn luyện viên tại câu lạc bộ Nga Torpedo Moskva. Năm 2008, ông được bổ nhiệm làm Đại sứ cho trận chung kết Champions League 2008 (tổ chức tại Moskva).

## Danh hiệu

### Câu lạc bộ
Spartak Moscow
- Giải VĐQG Liên Xô:
  - Vô địch: 1979, 1987
  - Á quân: 1980, 1981, 1983, 1984, 1985
- Soviet Cup: Á quân 1981